# Ceuthophilus
Ceuthophilus är ett släkte av insekter. Ceuthophilus ingår i familjen grottvårtbitare.

## Bildgalleri

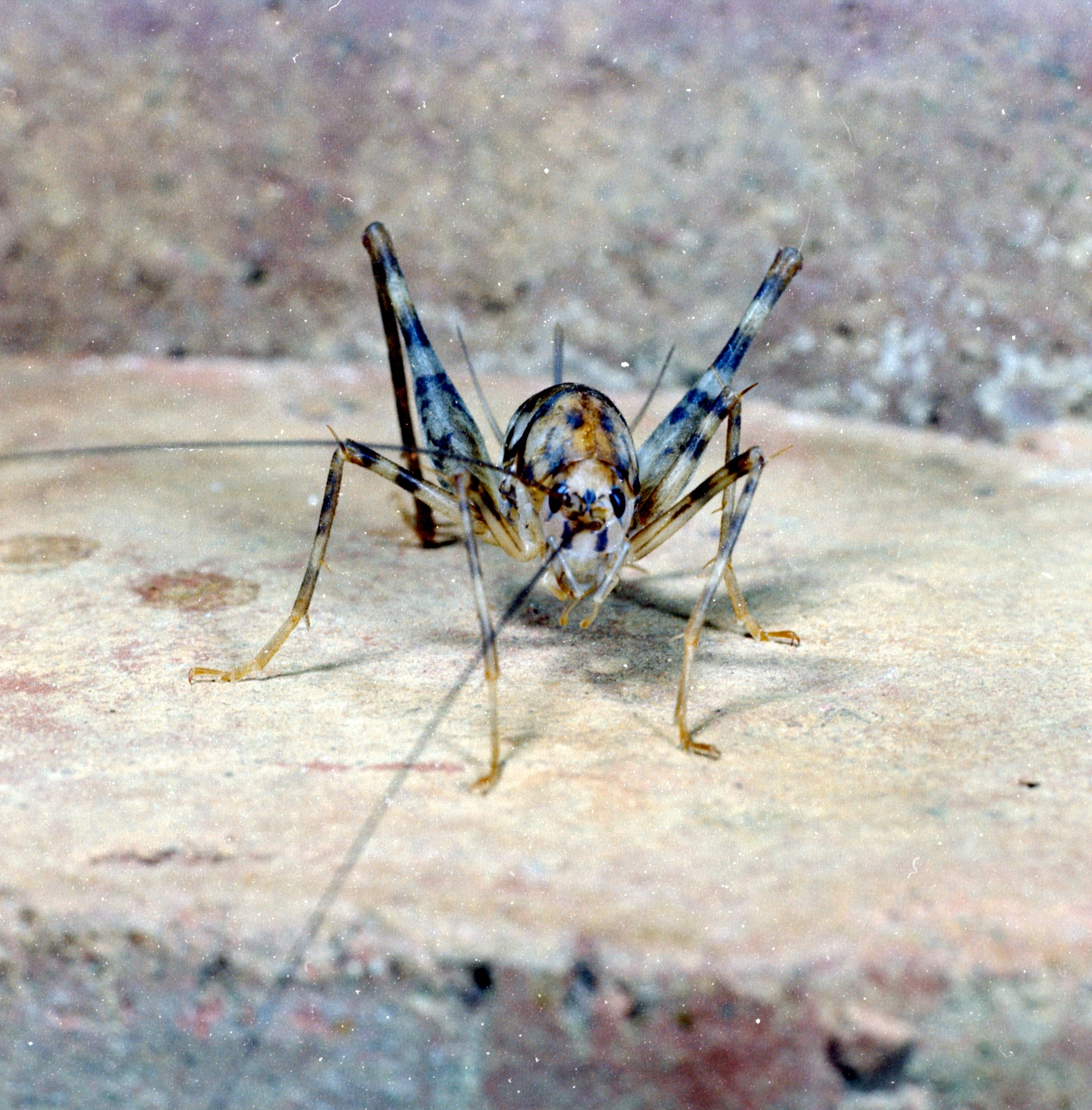
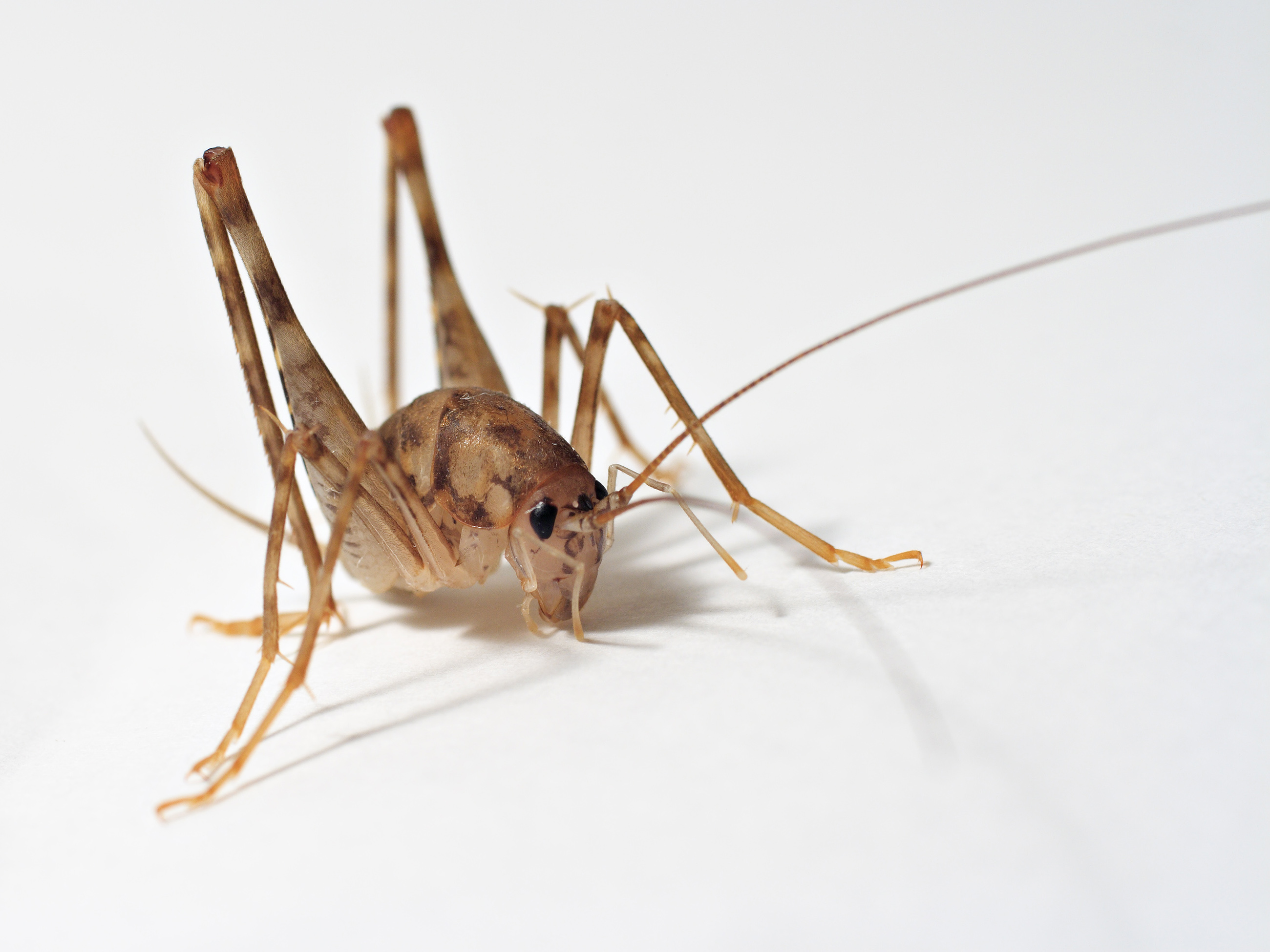

## Dottertaxa tillCeuthophilus, i alfabetisk ordning[1]
- Ceuthophilus abditus
- Ceuthophilus agassizii
- Ceuthophilus alpinus
- Ceuthophilus apache
- Ceuthophilus aridus
- Ceuthophilus arizonensis
- Ceuthophilus armatipes
- Ceuthophilus baboquivariae
- Ceuthophilus brevipes
- Ceuthophilus cacogeus
- Ceuthophilus californianus
- Ceuthophilus carlsbadensis
- Ceuthophilus carolinus
- Ceuthophilus caudelli
- Ceuthophilus chiricahuae
- Ceuthophilus conicaudus
- Ceuthophilus crassifemoris
- Ceuthophilus cunicularis
- Ceuthophilus deserticola
- Ceuthophilus divergens
- Ceuthophilus elegans
- Ceuthophilus ensifer
- Ceuthophilus fissicaudus
- Ceuthophilus fossor
- Ceuthophilus fusiformis
- Ceuthophilus genicularis
- Ceuthophilus gertschi
- Ceuthophilus gracilipes
- Ceuthophilus guttulosus
- Ceuthophilus hebardi
- Ceuthophilus hesperus
- Ceuthophilus hualapai
- Ceuthophilus hubbelli
- Ceuthophilus inyo
- Ceuthophilus isletae
- Ceuthophilus kansensis
- Ceuthophilus lamellipes
- Ceuthophilus lapidicola
- Ceuthophilus latens
- Ceuthophilus latibuli
- Ceuthophilus latipes
- Ceuthophilus leptopus
- Ceuthophilus longipes
- Ceuthophilus maculatus
- Ceuthophilus meridionalis
- Ceuthophilus mescalero
- Ceuthophilus mississippi
- Ceuthophilus mormonius
- Ceuthophilus nevadensis
- Ceuthophilus nitens
- Ceuthophilus nodulosus
- Ceuthophilus occultus
- Ceuthophilus osagensis
- Ceuthophilus ozarkensis
- Ceuthophilus pallescens
- Ceuthophilus pallidipes
- Ceuthophilus pallidus
- Ceuthophilus papago
- Ceuthophilus paucispinosus
- Ceuthophilus peninsularis
- Ceuthophilus perplexus
- Ceuthophilus pima
- Ceuthophilus pinalensis
- Ceuthophilus polingi
- Ceuthophilus rehni
- Ceuthophilus rogersi
- Ceuthophilus seclusus
- Ceuthophilus secretus
- Ceuthophilus silvestris
- Ceuthophilus spinosus
- Ceuthophilus stygius
- Ceuthophilus tenebrarum
- Ceuthophilus tinkhami
- Ceuthophilus uhleri
- Ceuthophilus umbratilis
- Ceuthophilus umbrosus
- Ceuthophilus unguiculatus
- Ceuthophilus utahensis
- Ceuthophilus walkeri
- Ceuthophilus variegatus
- Ceuthophilus wasatchensis
- Ceuthophilus wheeleri
- Ceuthophilus wichitaensis
- Ceuthophilus vicinus
- Ceuthophilus williamsoni
- Ceuthophilus virgatipes
- Ceuthophilus yavapai